# 污水處理服務費

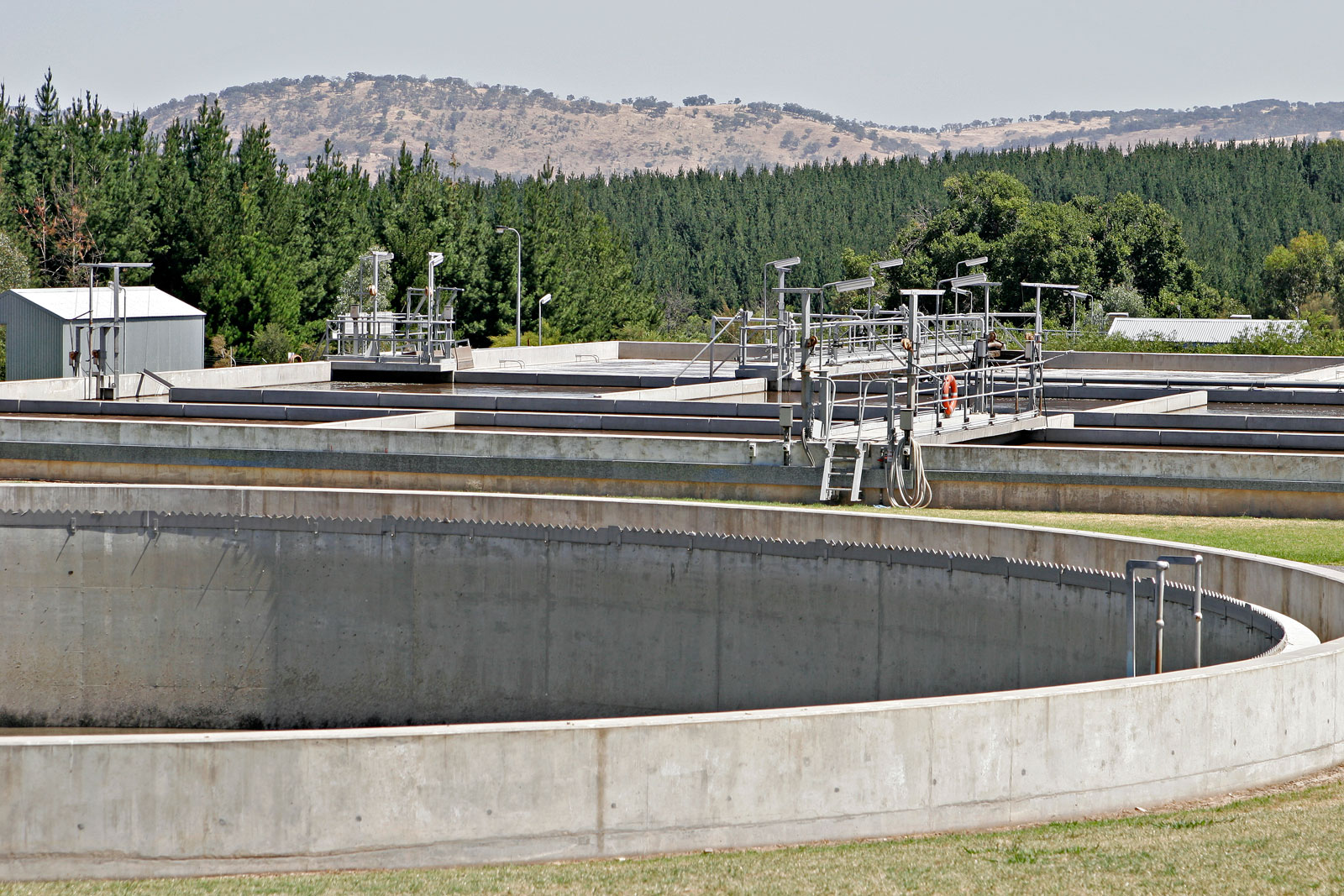
污水處理廠

污水處理服務費（英語：Sewage Services Charges，俗稱排污費）是香港政府對住宅及工商業用戶排放污水的處理服務費用。有關制度由1995年4月1日開始正式實施。
任何接駁到公共污水收集系統的地方，都需要繳付「一般排污費」，而部份高污染的行業，更須額外繳交「工商業污水附加費」。徵收污水處理服務費之目的，主要是支付收集、運輸和處理污水的開支（例如淨化海港計劃），同時亦希望藉此鼓勵節約用水。

## 外部連結
- 污水處理服務費 （页面存档备份，存于），香港渠務署
- 污水處理服務費 （页面存档备份，存于），香港環境保護署
- 污水處理及排污收費，香港政府一站通